# Fagott-Quintett (Waterhouse)
Fagott-Quintett ist die Kurzbezeichnung einer Komposition von Graham Waterhouse, die 2003 uraufgeführt wurde. Waterhouse verfasste das Quintett für Fagott und Streichquartett 2003 für den Fagottisten Lyndon Watts.

## Geschichte
Waterhouse komponierte das Fagott-Quintett für ein Konzert mit eigenen Werken im Gasteig am 5. Oktober 2003. Kammermusik für bis zu zehn Spieler, geleitet von Yaron Traub, wurde im Kleinen Konzertsaal aufgeführt, darunter auch das Piccolo-Quintett. Lyndon Watts, erster Fagottist der Münchner Philharmoniker, spielte das Fagott. Das Streichquartett wurde von Odette Couch, Kirsty Hilton, Isabel Charisius und dem Komponisten als Cellist gebildet.
Eine revidierte Fassung wurde am 14. März 2011 in einem Kammerkonzert des Bayerischen Tonkünstlerverband aufgeführt. Der Solist war wieder Watts, der außerdem die Uraufführung von Bernd Redmanns Migrant für Fagott und Streichquartett und das erste Finnische Quartett von Jörg Duda spielte. Die Streicher waren die Mitglieder der Münchner Philharmoniker Clément Courtin, Namiko Fuse und Konstantin Sellheim.
Am 11. November 2012 wurde das Quintett in einem Konzert zum 50. Geburtstag des Komponisten aufgeführt, das der Zimmermann Musikverlag ausrichtete. In diesem Verlag soll das Quintett später veröffentlicht werden.

## Musik
Wie in seinem Cellokonzert (1995) wählt Waterhouse als Satzfolge: langsame Einleitung – schnell – langsam – schnell. Die Einleitung stellt charakteristische Intervalle und den weiten Ambitus des Fagotts von dreieinhalb Oktaven vor und stimmt auf die überwiegend lyrische Haltung des Werkes ein. Ruhelose Energie (Restless energy) bestimmt den Allegro-Satz, ein Motiv aus vier Tönen wird zwischen Cello und Fagott hin und her geworfen, später dominiert Figuration den Solo-Part.
Der langsame Satz greift Erinnerungen des Komponisten an liturgischen armenischen Gesang auf, den er um Ostern 1996 im armenischen Teil Jerusalems erlebte. Er beschreibt: „Eine „wandernde“ Linie, die immer in sich zurückkehrt, und die Resonanz der massiven, uralten Steinmauer sind in der Schreibweise gespiegelt, wenn Fragmente des Gesangs von Instrument zu Instrument hin und her gereicht werden.“
Der letzte Satz hat eher sinfonische Aspekte. Die Streicher und das Fagott spielen Arpeggio-Motive in leeren Quinten und großen Sexte. Die Intervalle der Einleitung erscheinen wieder in den Streichern. Eine virtuose Coda führt zum Schluss.